# بیرنم
شهر بیرنم (به فرانسوی: Beernem) در شهرستان بروژ در استان فلاندری غربی در منطقه فلاندری در کشور بلژیک واقع شده‌است.

## نگارخانه

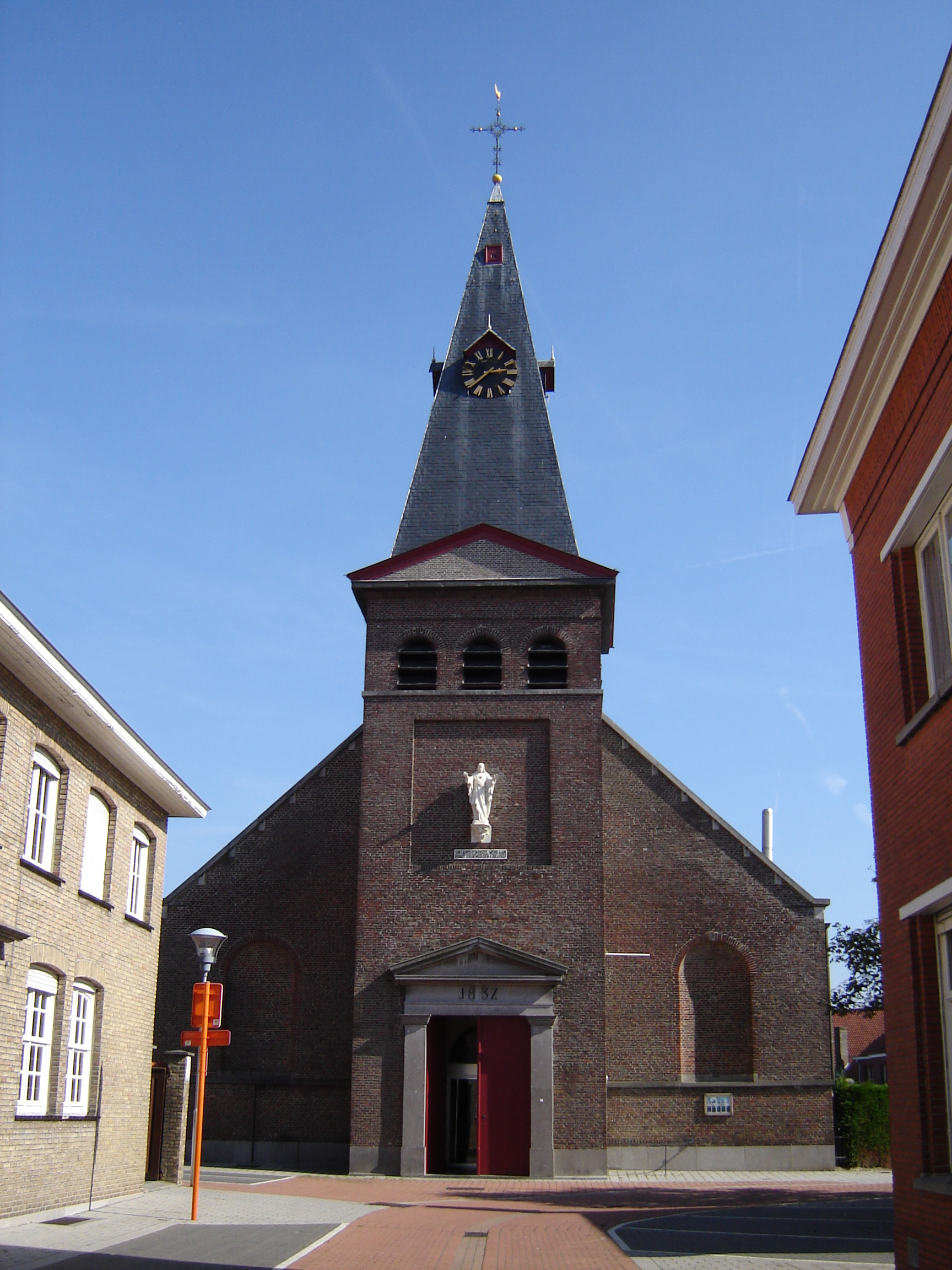
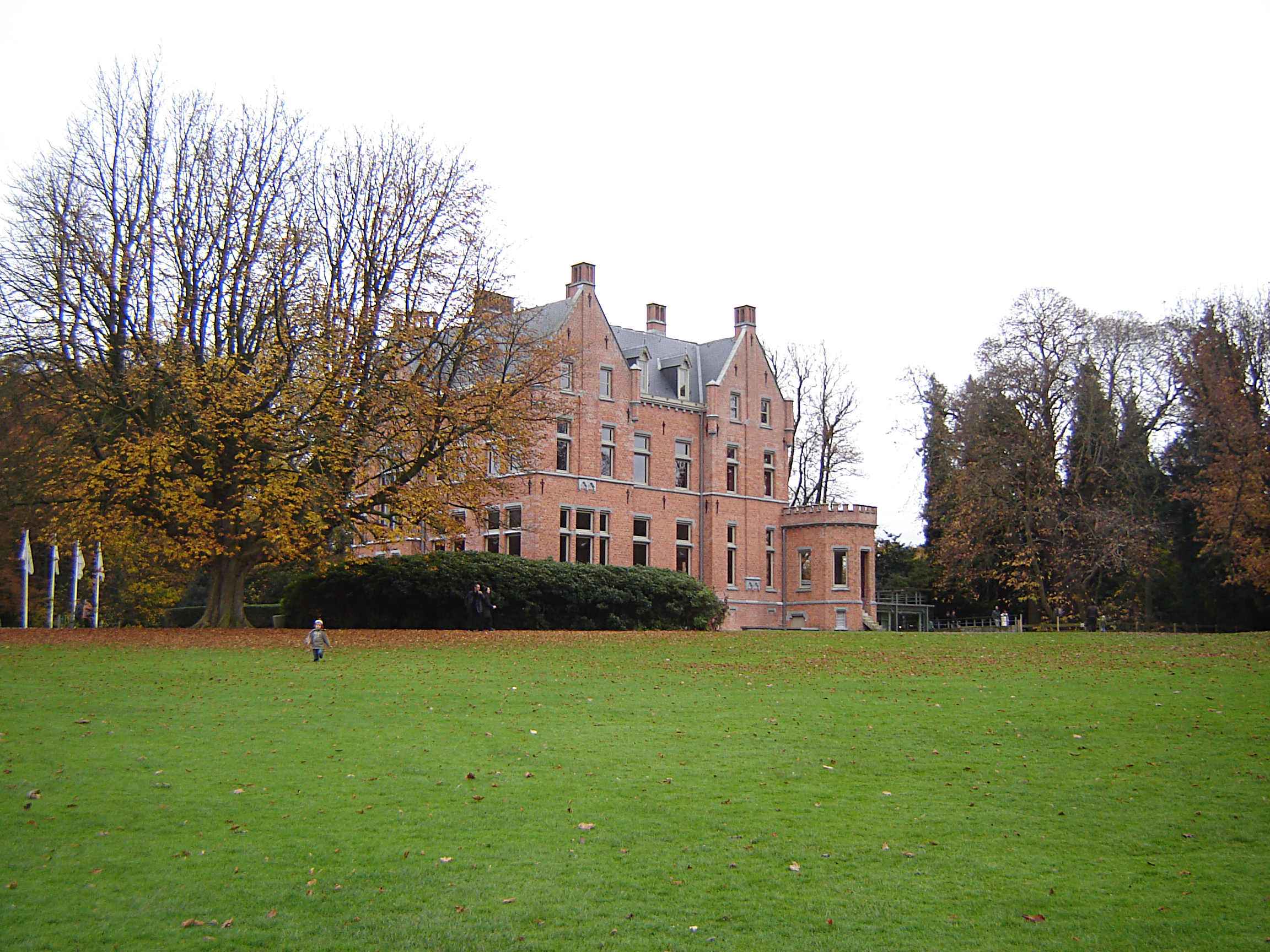
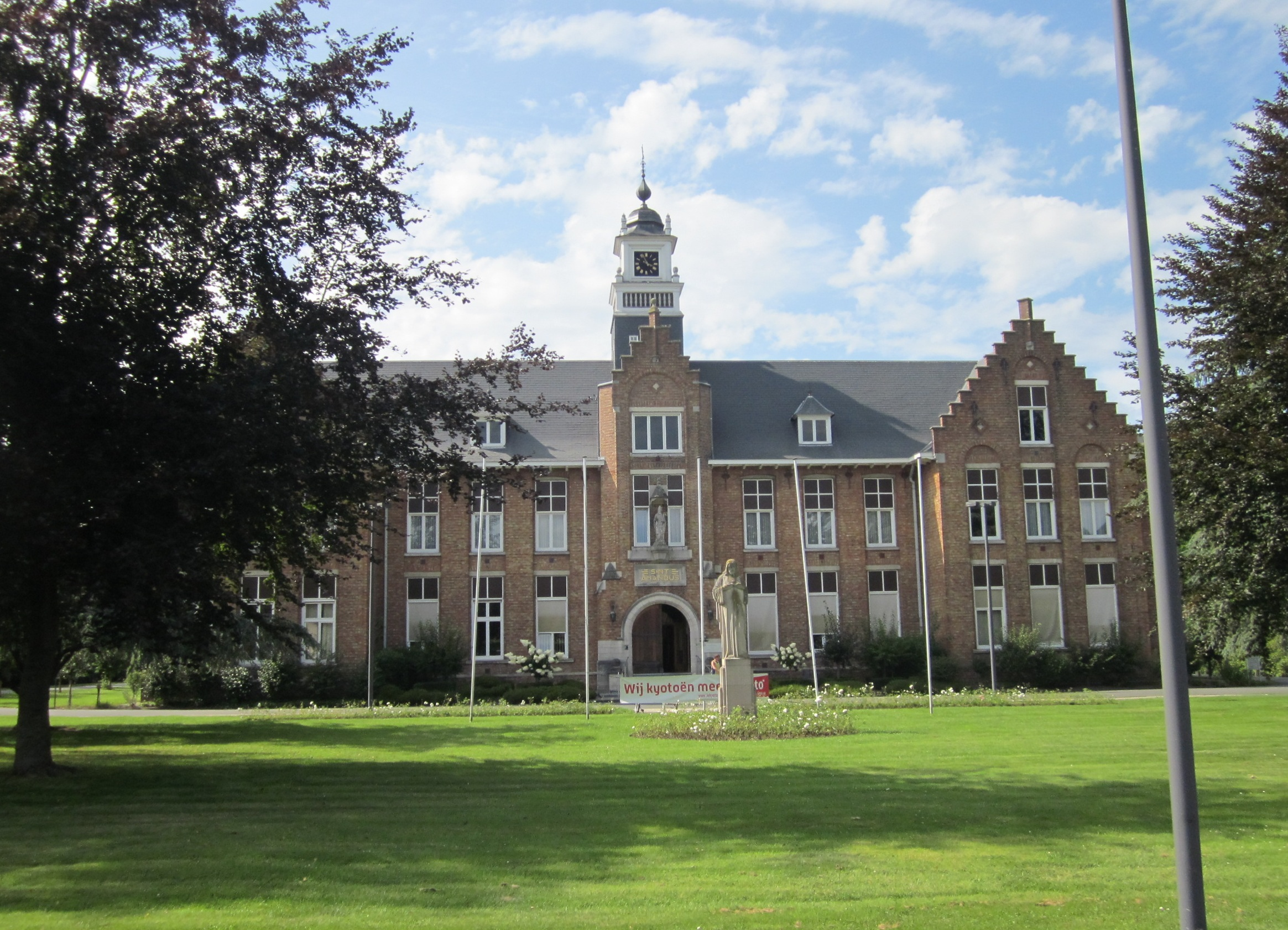